# Иман нуры (мечеть, Ижевск)

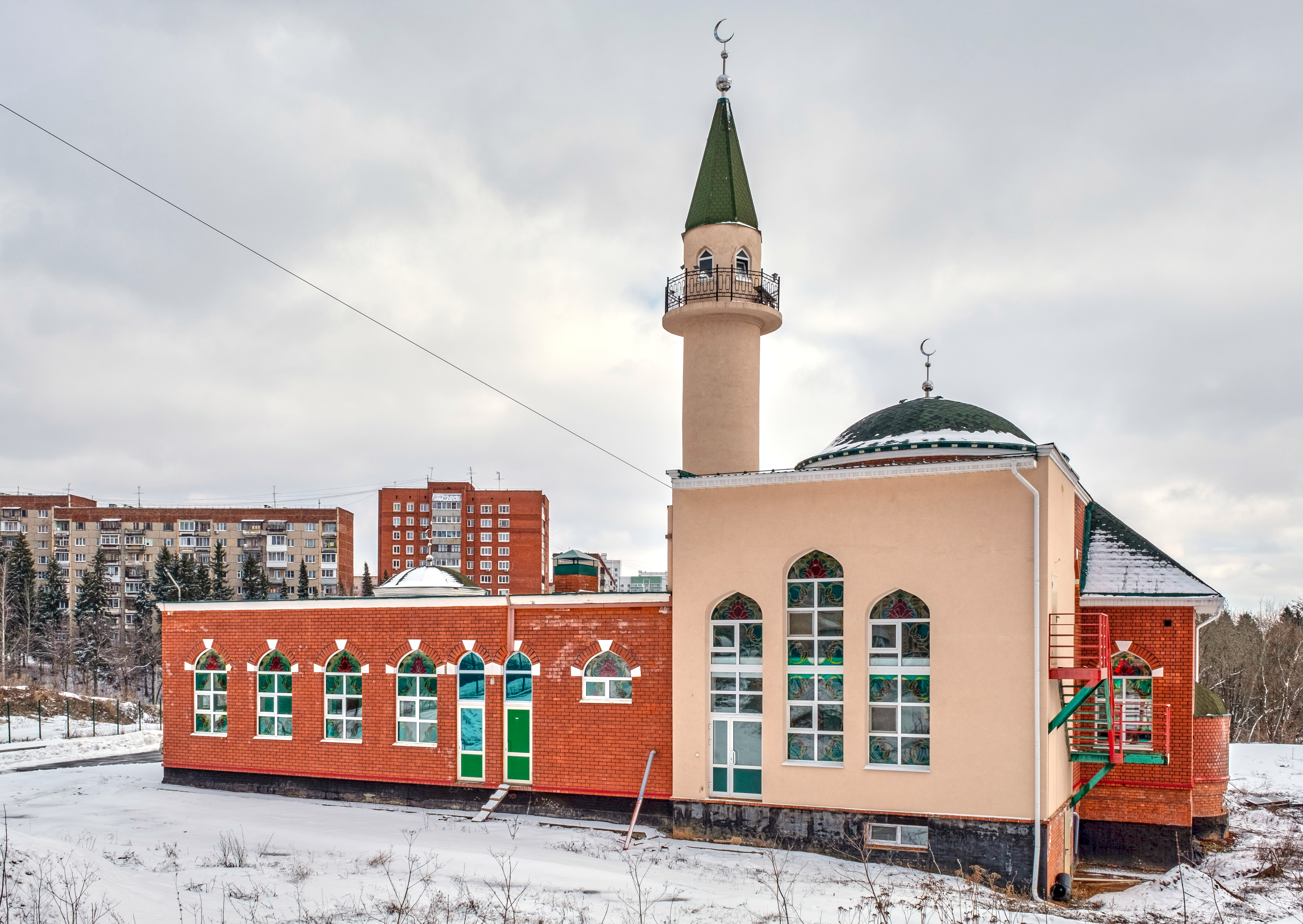

Мечеть «Иман нуры» находится в Ижевске на улице Петрова в Устиновском районе города. Её название в переводе с татарского языка означает «Свет веры».

## История
История мечети начинается в 1996 году, когда в Ижевске впервые заговорили о возможности постройки новой мечети после сдачи Ижевской соборной мечети в Ленинском районе города, поскольку даже большое здание соборной мечети не могло вместить всех посетителей в дни религиозных праздников. Участок земли в Устиновском районе был выделен в 2001 году, а строительство мечети началось в 2006 г. 5 сентября 2008 г. на здании установили вершину минарета с полумесяцем. Строительные работы завершились в 2009 году, однако разрешение на эксплуатацию здания было получено только в апреле 2012 года. Постройка мечети обошлась в 18 млн руб., из которых 2 млн руб. были получены за счёт пожертвований от физических и юридических лиц и столько же — от президента Удмурской Республики А. А. Волкова из специального благотворительного фонда. Остальные средства пожертвовало одно из частных предприятий Ижевска. Ещё в 100 тыс. руб. обошлись работы по облагораживанию территории вокруг мечети. В строительных работах участвовало ФГУП «ГУССТ № 8 при Спецстрое России».
Значительный вклад в постройку мечети сделали «Устиновские бабушки», как шутливо называют живущих поблизости пожилых прихожанок, которые смогли найти площадку для строительства, получить поддержку Ижевского муфтията, национально-культурного объединения татар и найти благотворителей.
Торжественное открытие мечети состоялось 14 июня 2012 года. На церемонии присутствовали первый заместитель председателя правительства Удмуртии Ильдар Бикбулатов, подаривший мечети новый ковёр, представители руководства Ижевска и Удмуртии, представители национально-культурных организаций. Президент Удмуртии отправил поздравительную телеграмму, в которой предложил сохранить для мечети символическое наименование «Мечеть матерей» в честь женщин, благодаря которым она была построена.
Первым имам-хатыбом мечети стал Равиль-хазрат Газизов.